# Daïra de Tindouf

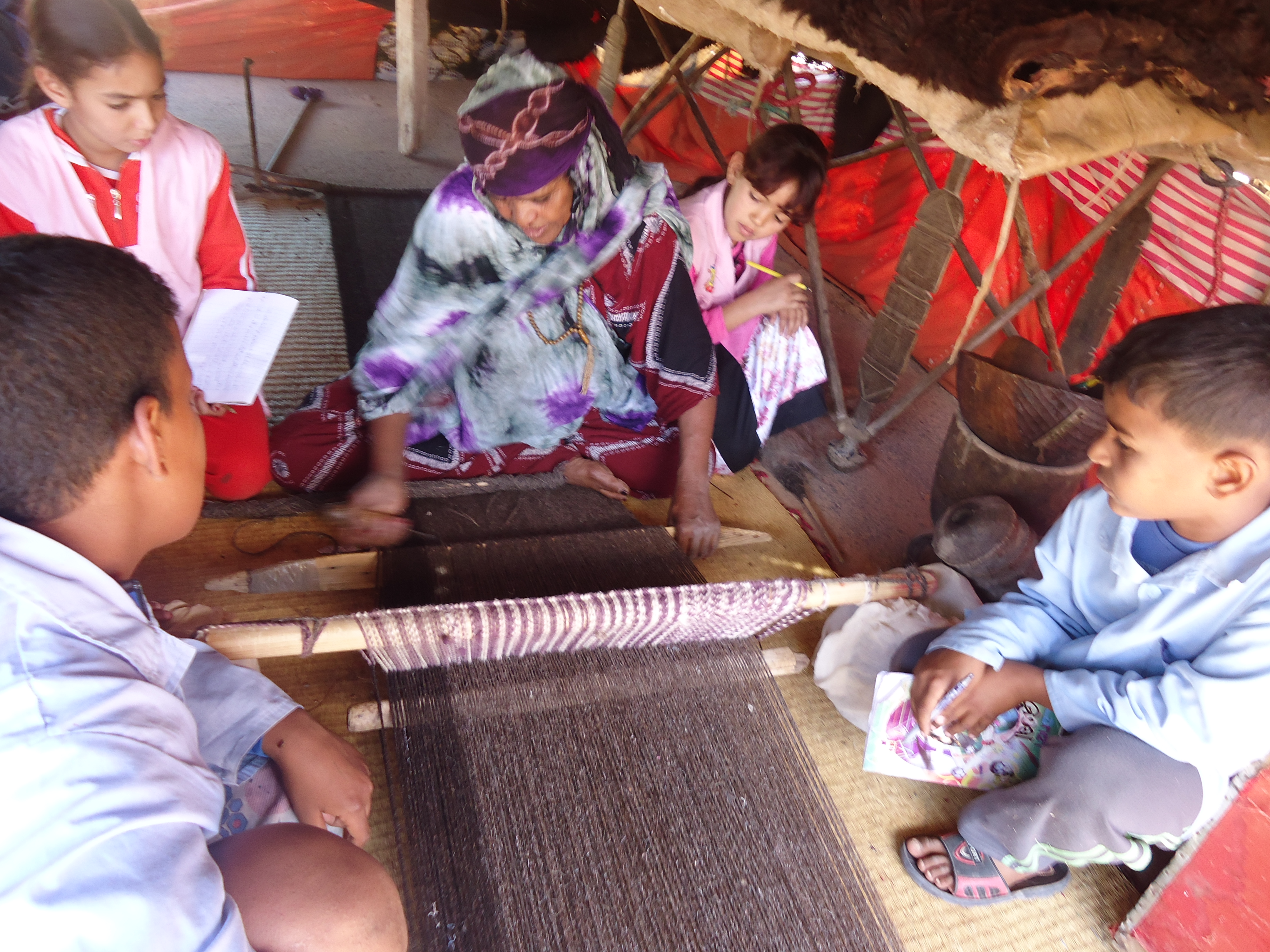
Tissage à Tindouf.

La daïra de Tindouf est l'unique daïra de la wilaya de Tindouf, dont le chef-lieu est la ville éponyme de Tindouf.
La daïra ne contient que deux communes :
- Tindouf
- Oum el Assel